# Casa Juan R. Domínguez
Das Casa Juan R. Domínguez ist ein Bauwerk in der uruguayischen Landeshauptstadt Montevideo.
Das 1928 errichtete Gebäude befindet sich im Barrio Tres Cruces am Bulevar Artigas 1829, Ecke Goes nördlich des Terminal Tres Cruces. Für den Bau zeichneten als Architekten Julio Vilamajó, Genaro Pucciarelli und Pedro Carve verantwortlich, zu deren Arbeiten unter anderem auch das Casa Pérsico und der Palacio Santa Lucía gehören. Das ursprünglich als Einfamilienwohnhaus konzipierte Gebäude beherbergt mittlerweile mit der Escuela de Recuperación Psíquica eine Sonderschule (escuela especial).